# Месбах, Джамель
Джаме́ль Эдди́н Месба́х (фр. Djamel Eddine Mesbah, араб. جمال مصباح‎; 9 октября 1984, Зигхут Юсеф, Константина, Алжир) — алжирский футболист, защитник. Выступал в сборной Алжира.

## Карьера
Джамель Месбах начал карьеру в клубе «Анси-ле-Вьё», где его в 2001 году заметили скауты клуба «Серветт». С сезона 2003/04 он начал играть за основной состав «Серветта». По окончании сезона Месбах был куплен клубом «Базель», за который провёл 11 матчей. В январе 2006 года он был арендован клубом «Лорьян», но быстро получил травму и за эту команду не выступал. Летом 2006 года Месбах перешёл в «Арау», в котором за два года провёл 60 игр.
Перед началом сезона 2008/09 Джамель подписал контракт с «Люцерном» и сыграл за него 6 матчей, но уже в сентябре 2008 года перешёл на правах аренды в итальянский клуб Серии Б «Авеллино».
2 июля 2009 года Месбах был куплен клубом «Лечче». В этом клубе он регулярно выходил на поле, сменив несколько амплуа. В первом сезоне, сыграв 36 матчей и забив 3 гола, он помог клубу занять первое место в Серии Б и выйти в Серию А. Свой первый матч в Серии А он сыграл 29 августа 2010 года против «Милана» (0:4), а 20 февраля 2011 в матче с «Ювентусом» (2:0) забил первый гол.
18 января 2012 года Месбах перешёл в «Милан», подписав контракт до 2016 года с заработной платой в 500 тыс. евро за сезон, сумма трансфера составила 1,2 миллиона евро. Он дебютировал в «Милане» 26 января 2012 года в кубковом матче с «Лацио». За год, проведённый в «Милане», Месбах принял участие в 14 матчах (из них 9 — в чемпионате страны), однако закрепиться в команде ему не удалось и в итоге защитнику пришлось сменить клубную прописку.
25 января 2013 года Джамель перешёл в «Парму». Игрок выбрал пятый номер, под которым играл до него Кристиан Дзаккардо, перешедший, в свою очередь, в «Милан». Дебют Месбаха состоялся 10 февраля 2013 года в матче против «Дженоа», закончившимся нулевой ничьей. Дебютным голом ему удалось отметиться в 25 сентября 2013 года в матче против «Аталанты» (4:3).
29 января 2014 года Джамель Месбах внезапно отправляется в аренду в «Ливорно». Дебютировал в составе «амаранто» крайний защитник 9 февраля 2014 года начав игру в стартовом составе в матче против «Дженоа» (0:1), практически ровно через год после его дебюта в стане «пармезанцев». 4 мая 2014 года забивает свой дебютный и единственный гол в майке «темно-красных» в рамках Серии А в гостевом матче против «Удинезе» (5:3).
1 сентября 2014 года Месбах снова поменял клуб, на этот раз он перешёл в стан «Сампдории» на постоянной основе. 24 сентября 2014 года дебютировал в составе основной команды в матче против «Кьево» (2:1). В составе «Блучеркьяти» Джамель сыграл 24 матча и ни разу не отличился забитым голом.
1 сентября 2016 года Месбах вновь сменил клуб. На правах свободного агента он перешёл в «Кротоне», взяв себе 15 номер. 16 октября 2016 года дебютировал в составе основной команды в выездном матче против «Сассуоло» (2:1), выйдя на замену на 77 минуте. Всего за «Пифагорейцев» Джамель сыграл в 10 матчах, в одном из которых он сумел отличиться забитым мячом в ворота противника.
12 июля 2017 года алжирский защитник на правах свободного агента перешёл в «Лозанну», выступающую в Швейцарской Суперлиге. Месбах играл под 21 номером.

## Международная карьера
В сборную Алжира впервые вызван тренером Рабахом Сааданом в мае 2010 года, дебютный матч сыграл 28 мая 2010 против Ирландии (0:3). В составе сборной участвовал в финальном турнире чемпионата мира 2010 и Кубке африканских наций 2013.
В июне 2014 года тренер Вахид Халилходжич включил Месбаха в состав для участия в финальном турнире чемпионате мира 2014. На турнире принял участие в двух матчах группового этапа против Кореи и России. Дошёл со Сборной Алжира до 1/8 финала Чемпионата мира в Бразилии.
| Матчи за сборную Алжира | Матчи за сборную Алжира | Матчи за сборную Алжира | Матчи за сборную Алжира | Матчи за сборную Алжира | Матчи за сборную Алжира | Матчи за сборную Алжира        |
| ----------------------- | ----------------------- | ----------------------- | ----------------------- | ----------------------- | ----------------------- | ------------------------------ |
| №                       | Дата                    | Соперник                | Счёт                    | Минуты                  | Голы                    | Соревнование                   |
| 1                       | 28 мая 2010             | Ирландия                | 0:3                     | 90                      | 0                       | Товарищеский матч              |
| 2                       | 18 июня 2010            | Англия                  | 0:0                     | 1                       | 0                       | Чемпионат мира 2010            |
| 3                       | 11 августа 2010         | Габон                   | 1:2                     | 56                      | 0                       | Товарищеский матч              |
| 4                       | 10 октября 2010         | ЦАР                     | 0:2                     | 75                      | 0                       | Отборочный матч КАН-2012       |
| 5                       | 17 ноября 2010          | Люксембург              | 0:0                     | 90                      | 0                       | Товарищеский матч              |
| 6                       | 27 марта 2011           | Марокко                 | 1:0                     | 90                      | 0                       | Отборочный матч КАН-2012       |
| 7                       | 4 июня 2011             | Марокко                 | 0:4                     | 90                      | 0                       | Отборочный матч КАН-2012       |
| 8                       | 3 сентября 2011         | Танзания                | 1:1                     | 90                      | 0                       | Отборочный матч КАН-2012       |
| 9                       | 9 октября 2011          | ЦАР                     | 2:0                     | 90                      | 0                       | Отборочный матч КАН-2012       |
| 10                      | 29 февраля 2012         | Гамбия                  | 2:1                     | 90                      | 0                       | Отборочный матч КАН-2013       |
| 11                      | 26 мая 2012             | Нигер                   | 3:0                     | 73                      | 0                       | Товарищеский матч              |
| 12                      | 2 июня 2012             | Руанда                  | 4:0                     | 90                      | 0                       | Отборочный матч ЧМ-2014        |
| 13                      | 10 июня 2012            | Мали                    | 1:2                     | 80                      | 0                       | Отборочный матч ЧМ-2014        |
| 14                      | 15 июня 2012            | Гамбия                  | 4:1                     | 90                      | 0                       | Отборочный матч КАН-2013       |
| 15                      | 9 сентября 2012         | Ливия                   | 1:0                     | 90                      | 0                       | Отборочный матч КАН-2013       |
| 16                      | 12 января 2013          | ЮАР                     | 0:0                     | 90                      | 0                       | Товарищеский матч              |
| 17                      | 22 января 2013          | Тунис                   | 0:1                     | 90                      | 0                       | Кубок африканских наций 2013   |
| 18                      | 26 января 2013          | Того                    | 0:2                     | 90                      | 0                       | Кубок африканских наций 2013   |
| 19                      | 30 января 2013          | Кот-д’Ивуар             | 2:2                     | 90                      | 0                       | Кубок африканских наций 2013   |
| 20                      | 2 июня 2013             | Буркина-Фасо            | 2:0                     | 90                      | 0                       | Товарищеский матч              |
| 21                      | 9 июня 2013             | Бенин                   | 3:1                     | 90                      | 0                       | Отборочный матч ЧМ-2014        |
| 22                      | 16 июня 2013            | Руанда                  | 1:0                     | 90                      | 0                       | Отборочный матч ЧМ-2014        |
| 23                      | 14 августа 2013         | Гвинея                  | 2:2                     | 90                      | 0                       | Товарищеский матч              |
| 24                      | 10 сентября 2013        | Мали                    | 1:0                     | 90                      | 0                       | Отборочный матч ЧМ-2014        |
| 25                      | 12 октября 2013         | Буркина-Фасо            | 2:3                     | 90                      | 0                       | Отборочный матч ЧМ-2014        |
| 26                      | 31 мая 2014             | Армения                 | 3:1                     | 90                      | 0                       | Товарищеский матч              |
| 27                      | 22 июня 2014            | Республика Корея        | 4:2                     | 90                      | 0                       | Чемпионат мира по футболу 2014 |
| 28                      | 26 июня 2014            | Россия                  | 1:1                     | 90                      | 0                       | Чемпионат мира по футболу 2014 |

## Достижения
Базель
- Чемпион Швейцарии: 2004/05

Лечче
- Победитель итальянской Серии Б: 2009/10